# 1338 Duponta
1338 Duponta è un asteroide della fascia principale. Scoperto nel 1934, presenta un'orbita caratterizzata da un semiasse maggiore pari a 2,2634506 au e da un'eccentricità di 0,1127361, inclinata di 4,81718° rispetto all'eclittica.
L'asteroide è dedicato a Marc Dupont, nipote dello scopritore.
Nel 2004 ne è stata scoperta la probabile natura binaria, senza tuttavia assegnare un nome pur provvisorio al satellite. Le due componenti del sistema, distanti tra loro 14 km, avrebbero dimensioni di circa 7,68 e 1,77 km. Il satellite orbiterebbe attorno al corpo principale in 0,7321 giorni.